# Ocean Colour Scene
«Ocean Colour Scene» — британская музыкальная группа из Бирмингема, Англия, исполняющая музыку в стиле рок.

## История

### Ранние годы (1990—1995)
До появления группы «Ocean Colour Scene» распались две группы-предшественницы — «The Boys» и «Fanatics». До своего распада группа «Fanatics» выпустила альбом под названием «Suburban Love Songs». В 1990 году коллектив подписал контракт с «Phfftt» под именем «Ocean Colour Scene».
Их первая песня, «Sway», вышла в сентябре 1990 года в Англии в эру повального увлечения индуизмом. После того, как «Phfftt» была поглощена фирмой «Phonogram», против желания группы их альбом был переиздан, а композиции обработаны. Альбом не принёс исполнителям популярности и на этом фоне возникли трения с компанией. Исполнители были вынуждены уйти, но, даже получая пособие по безработице, не перестали сочинять.
В начале 1993 года произошёл прорыв. Пол Уэллер пригласил группу для поддержки своего турне. Крэдок играл в группе Уэллера и именно эти деньги некоторое время держали группу на плаву. После Уэллер также предложил Крэдоку и Фоулеру принять участие в записи нескольких песен для своего нового альбома «Wild Wood».

### Эра брит-поп (1995—2000)
К 1995 году группа сделала несколько демозаписей, которые направила в фирмы звукозаписи. Прослушав одну из записей, Ноэл Галлахер пригласил группу для поддержки тура группы «Oasis» 1995 года. Этот тур принёс группе «Ocean Colour Scene» известность в компаниях звукозаписи и в конце 1995 года они подписали контракт с лейблом «MCA Records».
С распространением музыки в стиле брит-поп к группе пришла всемирная популярность. Второй альбом группы, «Moseley Shoals», получил одобрение критиков и достиг второго места в UK Albums Chart. Уже после выхода альбома группа играла в поддержке «Oasis» в августе 1996 года.
Следующий альбом группы, «Marchin' Already», поднялся до первой строчки UK Albums Chart, вытеснив альбом «Oasis» «Be Here Now» в 1997 году. В 1998 году группа организовала и провела тур в поддержку альбома «Marchin' Already», сыграв среди прочего три полностью распроданных концерта в замке Стерлинг в Шотландии.
В 1999 году вышел третий альбом, «One from the Modern», занявший четвёртое место в UK Albums Chart. Три песни этого альбома — «Profit in Peace», «So Low» и «July» — вошли в Топ-40 песен Англии.

### После брит-поп (2001—2006)
После некоторого изменения в составе группа продолжает записывать песни, пытаясь повторить успех альбома «Moseley Shoals».
В 2001 году группа выпустила альбом «Mechanical Wonder», в 2003 «North Atlantic Drift», в 2005 «A Hyperactive Workout For The Flying Squad», а в 2007 «On the Leyline».
В 2004 году группа выпускает свой первый концертный альбом «Live: One For The Road» — сборник из девятнадцати концертных треков. В 2006 году группа выпустила акустический концертный альбом, «Live At The Jam House», который состоял из пятнадцати концертных треков, а также четырёх новых песен «Great Man In Waiting», «The Word», «Still Trying» и «Matilda’s England».
Также в декабре 2006 года группа выпустила концертный альбом, который был записан в Бирмингемской академии на двух дисках. Зрители могли приобрести записи сразу после концерта.

### Настоящее время (с 2007)
В 2009 году группа занялась записью нового альбома «Saturday». Альбом был выпущен 1 февраля 2010 года, в день 21-й годовщины группы. Альбом носил рабочее название «Rockfield», по имени записывающей студии «Rockfield Studios», а после был переименован в «Saturday».
2 ноября 2009 года группа выпустила бесплатную версию «Mrs Maylie», содержащую несколько песен из альбома. Первый трек альбома, «Magic Carpet Days», увидел свет 25 января, за несколько дней до выхода полного альбома. Сам альбом поднялся на 35 место в UK Albums Chart, а второй трек альбома, «Saturday», вышедший 10 мая 2010 года, не вошёл в чарты.
11 октября 2010 года группа выпустила сборник на 4 CD, «21», приурочив его к своей 21-й годовщине. Сборник включал в себя несколько треков, ранее не издававшихся.
Осенью 2010 года песня «The Day We Caught The Train» вошла в сборник BBC «Full Throttle» на 15-й позиции.
В марте 2011 года к 15-й годовщине своего альбома «Moseley Shoals» группа выпустила специальное издание, включающее в себя также концертные треки. В поддержку переизданного альбома группа провела тур по Великобритании.

## Дискография
- Ocean Colour Scene (1992)
- Moseley Shoals (1996)
- Marchin' Already (1997)
- One from the Modern (1999)
- Mechanical Wonder (2001)
- North Atlantic Drift (2003)
- A Hyperactive Workout for the Flying Squad (2005)
- On the Leyline (2007)
- Saturday (2010)
- Painting (2013)